# Rick Macci
Rick Macci (né le 7 décembre 1954 à Greenville) est un entraîneur et ancien joueur de tennis américain.
Directeur de l'académie de tennis réputée Rick Macci Tennis Academy, il a notamment entraîné cinq joueurs classés numéro un : Andy Roddick, Jennifer Capriati, Maria Sharapova, Serena Williams et Venus Williams. Il a aussi entraîné de nombreux autres joueurs notables dont Anastasia Myskina, Mary Pierce, Sofia Kenin et Bethanie Mattek-Sands.
Sept fois récompensé comme entraîneur national de l'année United States Professional Tennis Association (USPTA), en 2010, il est intronisé au Temple de la renommée de l'USPTA en Floride.
Il est consultant pour le programme de développement des joueurs de l'USTA à Boca Raton, en Floride.
Dans le film La Méthode Williams (2021), son personnage est interprété par Jon Bernthal.